# 明尼苏达州行政区划
美国明尼苏达州共有87个县，当中也有一些历史上曾存在的县。
在1849年10月27日之时，明尼苏达州共有九个县，当中包括本顿县、达科他县、艾塔斯卡縣、藍夕郡、马加塔县、彭比纳、瓦巴沙縣、華盛頓郡以及瓦那塔县，其中六个郡至今依然存在。随着基特遜縣于1878年3月9日建立，彭比纳县亦不复存在。在明尼苏达州加入美利堅合眾國之时，州内县份的数量已增至57个，且它们至今依然存在。1923年伍茲湖縣建立后，州内的县自此便没有任何的变动。
州内大部份的县名都是以一些曾踏足当地的探险家、族群，或政治人物来命名的。除此之外，也有十五个县是以同名的河流、湖泊，或是当地的地理属性或环境来命名的。
根据2010年美國人口普查的数据，明尼苏达州平均每个县拥有56,546人，其中亨内平县以1,152,425人高居榜首，特拉弗斯縣则仅有3,558人，是全州人口最少的县。平均每个县的面积为2,590平方公里。最大的是16,123平方公里的聖路易郡，最小的是403平方公里的藍夕郡。
以下表格会在每一个县的名称后面列出其联邦资料处理标准代码（简称代码），该代码是联邦政府用来区分各州和各县的唯一识别码。明尼苏达州的代码是27，结合任何一个县的代码则为。所有的代码将链接至该县最近的一次人口普查数据。

## 當前县份列表
| 县           | FIPS代码 | 县城           | 建立年份 | 起源                                                     | 词源 | 人口      | 面积                                | 地图                         |
| ------------ | -------- | -------------- | -------- | -------------------------------------------------------- | --- | --------- | ----------------------------------- | ---------------------------- |
| 艾特金县     | 001      | 艾特金         | 1857     | 派因县和拉姆西县                                         | 威廉·亚历山大·艾特金 （1785-1851），美国早期的皮毛商人，因与欧及布威族进行交易而知名                                                    | 16,202    | 1,819.30平方英里 （4,712平方公里）  | 標示出艾特金县位置的地圖     |
| 安诺卡县     | 003      | 阿诺卡         | 1857     | 拉姆西县                                                 | 「两边」的达科他语 | 330,844   | 423.61平方英里 （1,097平方公里）    | 標示出安诺卡县位置的地圖     |
| 贝克县       | 005      | 底特律湖       | 1858     | 卡斯县和彭比纳县                                         | 乔治·卢米斯·贝克，前明尼苏达州参议员和第三任圣保罗市长（1856–1857）                                                                     | 32,504    | 1,310.42平方英里 （3,394平方公里）  | 標示出贝克县位置的地圖       |
| 贝尔特拉米县 | 007      | 伯米吉         | 1866     | 明尼苏达领地、伊塔斯加县、彭比纳县以及波尔克县           | 义大利探险家贾科莫·贝尔特拉米，因于1823年声称发现密西西比河的源头而知名                                                                 | 44,442    | 2,505.27平方英里 （6,489平方公里）  | 標示出贝尔特拉米县位置的地圖 |
| 本顿县       | 009      | 福立           | 1849     | 分裂自圣克罗伊县                                         | 密苏里州联邦参议员汤玛斯·哈特·本顿 （1782–1858）                                                                                        | 38,451    | 408.28平方英里 （1,057平方公里）    | 標示出本顿县位置的地圖       |
| 大石湖县     | 011      | 奥顿维尔       | 1862     | 已消失的皮尔斯县                                         | 大石湖，位于当地的湖 | 5,269     | 496.95平方英里 （1,287平方公里）    | 標示出大石湖县位置的地圖     |
| 布卢厄斯县   | 013      | 曼凯托         | 1853     | 明尼苏达领地和达科他县                                   | 布卢厄斯河，位于当地的河流流 | 64,013    | 752.36平方英里 （1,949平方公里）    | 標示出布卢厄斯县位置的地圖   |
| 布朗县       | 015      | 新乌尔姆       | 1855     | 布卢厄斯县                                               | 约瑟夫·伦索·布朗 （1805-1870），明尼苏达领地立法机构成员 （1854-55）                                                                    | 25,893    | 610.86平方英里 （1,582平方公里）    | 標示出布朗县位置的地圖       |
| 卡尔顿县     | 017      | 卡尔顿         | 1857     | 派因县 圣路易斯县                                        | 鲁本·B·卡尔顿（1812-1863），明尼苏达州的早期定居者及联邦参议员 （1857-1858）                                                            | 35,386    | 860.33平方英里 （2,228平方公里）    | 標示出卡尔顿县位置的地圖     |
| 卡弗县       | 019      | 查斯卡         | 1855     | 亨内平县和锡布利县                                       | 乔纳森·卡弗 （1710–1790），美国早期探险家，因绘製密西西比河的缩略图而知名                                                               | 91,042    | 357.04平方英里 （925平方公里）      | 標示出卡弗县位置的地圖       |
| 卡斯县       | 021      | 沃克           | 1851     | 达科他县、彭比纳县、马加塔县和瓦那塔县                   | 刘易斯·卡斯 （1782–1866），密西根州参议员（1845–1857） 以及美国战争部长 （1831–1836）                                                   | 28,567    | 2,017.60平方英里 （5,226平方公里）  | 標示出卡斯县位置的地圖       |
| 契皮瓦县     | 023      | 蒙得维的亚     | 1870     | 皮尔斯县和戴维斯县                                       | 契皮瓦河，明尼苏达州的主要河流 | 12,441    | 582.80平方英里 （1,509平方公里）    | 標示出契皮瓦县位置的地圖     |
| 奇萨戈县     | 025      | 申特城         | 1851     | 华盛顿县和拉姆西县                                       | 奇萨戈湖，位于当地的湖 | 53,887    | 417.63平方英里 （1,082平方公里）    | 標示出奇萨戈县位置的地圖     |
| 克莱县       | 027      | 穆尔黑德       | 1862     | 彭比纳县                                                 | 亨利·克莱 （1777-1852），肯塔基州联邦参议员及第九任美国国务卿 （1825–1829）                                                             | 58,999    | 1,045.24平方英里 （2,707平方公里）  | 標示出克莱县位置的地圖       |
| 清水县       | 029      | 巴格来         | 1902     | 贝尔特米县                                               | 清水河和清水湖，位于州内的水源 | 8,695     | 994.71平方英里 （2,576平方公里）    | 標示出清水县位置的地圖       |
| 库克县       | 031      | 大沼泽城       | 1874     | 莱克县                                                   | 迈克尔·库克，南北战争时期军官，明尼苏达州参议员 （1857-1862）                                                                           | 5,176     | 1,450.60平方英里 （3,757平方公里）  | 標示出库克县位置的地圖       |
| 卡顿伍德县   | 033      | 温德姆         | 1857     | 布朗县                                                   | 卡顿伍德河，位于当地的河流 | 11,687    | 639.99平方英里 （1,658平方公里）    | 標示出卡顿伍德县位置的地圖   |
| 克罗温县     | 035      | 布雷纳德       | 1857     | 拉姆西县                                                 | 克罗温河，位于当地的河流 | 62,500    | 996.57平方英里 （2,581平方公里）    | 標示出克罗温县位置的地圖     |
| 达科他县     | 037      | 哈斯丁         | 1849     | 最初建立的其中一个县                                     | 「盟友」的达科他语 | 398,552   | 569.58平方英里 （1,475平方公里）    | 標示出达科他县位置的地圖     |
| 道奇县       | 039      | 曼托维尔       | 1855     | 赖斯县和明尼苏达领地                                     | 亨利·道奇 （1782–1867），威斯康辛州州长                                                                                                 | 20,087    | 439.50平方英里 （1,138平方公里）    | 標示出道奇县位置的地圖       |
| 道格拉斯县   | 041      | 亚历山德里亚   | 1858     | 卡斯县和彭比纳县                                         | 史蒂芬·阿诺德·道格拉斯 （1813-1861），前伊利诺州参议员 （1847-1861）                                                                    | 36,009    | 634.32平方英里 （1,643平方公里）    | 標示出道格拉斯县位置的地圖   |
| 法里博县     | 043      | 布卢厄斯       | 1855     | 布卢厄斯县                                               | 约翰·巴蒂斯特·法里博 （1775-1860），早期定居者及毛皮商                                                                                  | 14,553    | 713.63平方英里 （1,848平方公里）    | 標示出法里博县位置的地圖     |
| 菲尔莫尔县   | 045      | 普勒斯顿       | 1853     | 瓦巴沙县                                                 | 米勒德·菲尔莫尔 （1800-1874），美国第十三任总统 （1850-1853）                                                                           | 20,866    | 861.25平方英里 （2,231平方公里）    | 標示出菲尔莫尔县位置的地圖   |
| 弗里伯恩县   | 047      | 艾伯特利       | 1855     | 布卢厄斯县和赖斯县                                       | 威廉·弗里伯恩 （1816-1900），明尼苏达领地立法机构成员                                                                                   | 31,255    | 707.64平方英里 （1,833平方公里）    | 標示出弗里伯恩县位置的地圖   |
| 古德休县     | 049      | 雷德温         | 1853     | 瓦巴沙县和达科他县                                       | 詹姆斯·麦迪逊·古德休，明尼苏达州的报章编者                                                                                              | 46,183    | 758.27平方英里 （1,964平方公里）    | 標示出古德休县位置的地圖     |
| 格兰特县     | 051      | 艾波湖         | 1868     | 史蒂文斯县、威尔金县和特拉弗斯县                         | 尤利西斯·辛普森·格兰特 （1822-1885），美国第十八任总统 (1869-1877)                                                                      | 6,018     | 546.41平方英里 （1,415平方公里）    | 標示出格兰特县位置的地圖     |
| 亨内平县     | 053      | 明尼阿波利斯   | 1852     | 达科他县                                                 | 路易斯·亨内平神父 （1626-1705），17世纪法国探险家                                                                                       | 1,152,425 | 556.62平方英里 （1,442平方公里）    | 標示出亨内平县位置的地圖     |
| 休斯顿县     | 055      | 喀里多尼亚     | 1854     | 菲尔莫尔县                                               | 山姆·休士顿， （1793–1863），德克萨斯共和国第二、四任总统及第七任德克萨斯州州长                                                         | 19,027    | 558.41平方英里 （1,446平方公里）    | 標示出休斯顿县位置的地圖     |
| 哈伯德县     | 057      | 帕克拉皮兹     | 1883     | 卡斯县                                                   | 卢西斯·弗德里克·哈伯德 （1836-1913），明尼苏达州第九任州长 （1882-1887）                                                                | 20,428    | 922.46平方英里 （2,389平方公里）    | 標示出哈伯德县位置的地圖     |
| 伊善提县     | 059      | 剑桥           | 1857     | 拉姆西县                                                 | 苏族的达科他语 | 37,816    | 439.07平方英里 （1,137平方公里）    | 標示出伊善提县位置的地圖     |
| 伊塔斯加县   | 061      | 大急流城       | 1849     | 最初建立的其中一个县，分裂自已消失的威斯康辛州拉普安特县 | 伊塔斯加湖，密西西比河的源头（位于明尼苏达州的西北部）                                                                                  | 45,058    | 2,665.06平方英里 （6,902平方公里）  | 標示出伊塔斯加县位置的地圖   |
| 杰克逊县     | 063      | 杰克逊         | 1857     | 布朗县                                                   | 亨利·杰克逊，明尼苏达领地立法机构成员及圣保罗早期的拓殖商人                                                                             | 10,266    | 701.69平方英里 （1,817平方公里）    | 標示出杰克逊县位置的地圖     |
| 卡内贝克县   | 065      | 莫拉           | 1858     | 派因县                                                   | 「斯内克河（一条位于当地的河流）」的欧及布威语                                                                                          | 16,239    | 524.93平方英里 （1,360平方公里）    | 標示出卡内贝克县位置的地圖   |
| 坎迪约希县   | 067      | 威尔马         | 1858     | 米克县、伦维尔县、皮尔斯县、戴维斯县和斯特恩斯县         | 「布法劳鱼」的苏族语 | 42,239    | 796.06平方英里 （2,062平方公里）    | 標示出坎迪约希县位置的地圖   |
| 基特逊县     | 069      | 哈洛克         | 1879     | 彭比纳县                                                 | 诺曼·基特逊 （1814-1888），美国慈善家及圣保罗市长 （1858-1859）                                                                         | 4,552     | 1,097.08平方英里 （2,841平方公里）  | 標示出基特逊县位置的地圖     |
| 康契钦县     | 071      | 国际瀑布城     | 1906     | 伊塔斯加县                                               | 「水湾地区（雷尼湖和雷尼河）」的欧及布威语                                                                                              | 13,311    | 3,102.36平方英里 （8,035平方公里）  | 標示出康契钦县位置的地圖     |
| 拉基帕尔县   | 073      | 麦迪逊         | 1871     | 雷德伍德县                                               | 「会说话的河」的法语 | 7,259     | 764.87平方英里 （1,981平方公里）    | 標示出拉基帕尔县位置的地圖   |
| 莱克县       | 075      | 双港           | 1856     | 伊塔斯加县                                               | 苏必利尔湖，位于当地的湖泊 | 10,866    | 2,099.16平方英里 （5,437平方公里）  | 標示出莱克县位置的地圖       |
| 伍兹湖县     | 077      | 包地特         | 1923     | 贝尔特拉米县                                             | 伍兹湖，位于当地的湖泊 | 4,045     | 1,296.70平方英里 （3,358平方公里）  | 標示出伍兹湖县位置的地圖     |
| 勒苏尔县     | 079      | 勒申特         | 1853     | 达科他县                                                 | 皮埃尔-夏尔·勒叙厄尔 （1657-1704），来自法国的明尼苏达河探险家及毛皮商人                                                                | 27,703    | 448.50平方英里 （1,162平方公里）    | 標示出勒苏尔县位置的地圖     |
| 林肯县       | 081      | 艾凡荷         | 1873     | 莱昂县                                                   | 亚伯拉罕·林肯 （1809-1865），美国第十六任总统 (1861-1865)                                                                               | 5,896     | 537.03平方英里 （1,391平方公里）    | 標示出林肯县位置的地圖       |
| 莱昂县       | 083      | 马绍尔         | 1871     | 雷德伍德县                                               | 纳萨尼尔·莱昂 （1818–1861），美国上将，在南北战争中阵亡                                                                                 | 25,857    | 714.17平方英里 （1,850平方公里）    | 標示出莱昂县位置的地圖       |
| 麦克莱德县   | 085      | 格伦科         | 1856     | 卡弗县、锡布利县                                         | 马丁·麦克莱德，明尼苏达领地立法机构先锋成员 （1849–1856）                                                                               | 36,651    | 491.91平方英里 （1,274平方公里）    | 標示出麦克莱德县位置的地圖   |
| 马诺门县     | 087      | 马诺门         | 1906     | 諾曼縣                                                   | 「野稻子」的欧及布威语 | 5,413     | 556.14平方英里 （1,440平方公里）    | 標示出马诺门县位置的地圖     |
| 马歇尔县     | 089      | 沃伦           | 1879     | 基特逊县                                                 | 威廉·雷尼·马歇尔 （1825-1896），第五任明尼苏达州州长 （1866-1870）                                                                      | 9,439     | 1,772.24平方英里 （4,590平方公里）  | 標示出马歇尔县位置的地圖     |
| 马丁县       | 091      | 费尔蒙特       | 1857     | 法里博县和布朗县                                         | 摩根·列维斯·马丁 （1805-1887），威斯康星领地代表，因提议建州而知名                                                                      | 20,840    | 709.34平方英里 （1,837平方公里）    | 標示出马丁县位置的地圖       |
| 米克县       | 093      | 利奇菲尔德     | 1856     | 戴维斯县                                                 | 布拉德利·B·米克 （1813–1873），明尼苏达领地最高法院法官 （1849–1853）                                                                   | 23,300    | 608.54平方英里 （1,576平方公里）    | 標示出米克县位置的地圖       |
| 密尔湖县     | 095      | 密拉卡         | 1857     | 拉姆西县                                                 | 米拉湖，位于当地的湖泊 | 26,097    | 574.47平方英里 （1,488平方公里）    | 標示出密尔湖县位置的地圖     |
| 莫里森县     | 097      | 利特尔福尔斯   | 1856     | 本顿县                                                   | 威廉和艾伦·马礼逊，一对从事毛皮交易的兄弟                                                                                               | 33,198    | 1,124.50平方英里 （2,912平方公里）  | 標示出莫里森县位置的地圖     |
| 毛尔县       | 099      | 奥斯汀         | 1855     | 赖斯县                                                   | 约翰·埃德温·毛尔 （1815–1879)），1850年代的明尼苏达领地立法机构成员                                                                     | 39,163    | 711.50平方英里 （1,843平方公里）    | 標示出毛尔县位置的地圖       |
| 莫雷县       | 101      | 斯雷顿         | 1857     | 布朗县                                                   | 威廉·皮特·莫雷 （1825–1910），明尼苏达州议员及明尼苏达领地立法机构成员 （1852–1855、1857）                                              | 8,725     | 704.43平方英里 （1,824平方公里）    | 標示出莫雷县位置的地圖       |
| 尼科莱特县   | 103      | 圣彼得         | 1853     | 达科他县                                                 | 约瑟夫·尼古拉斯·尼科莱特 （1786–1843），来自法国的探险家和摄影家，因拍摄密西西比河的上流而知名,                                         | 32,727    | 452.29平方英里 （1,171平方公里）    | 標示出尼科莱特县位置的地圖   |
| 诺布尔斯县   | 105      | 沃辛顿         | 1857     | 布朗县                                                   | 威廉·H·诺布尔斯，明尼苏达领地立法机构成员（1854-1856）                                                                                  | 21,378    | 715.39平方英里 （1,853平方公里）    | 標示出诺布尔斯县位置的地圖   |
| 诺曼县       | 107      | 埃达           | 1881     | 波尔克县                                                 | 「挪威人」的英语 | 6,852     | 876.27平方英里 （2,270平方公里）    | 標示出诺曼县位置的地圖       |
| 奥姆斯特德县 | 109      | 罗彻斯特       | 1855     | 菲尔莫尔县、瓦巴沙县和赖斯县                             | 大卫·奥姆斯特德，圣保罗第一任市长及明尼苏达领地立法机构成员 （1849-1850）                                                               | 144,248   | 653.01平方英里 （1,691平方公里）    | 標示出奥姆斯特德县位置的地圖 |
| 奥特泰尔县   | 111      | 弗格斯福尔斯   | 1858     | 彭比纳县和卡斯县                                         | 奥特泰尔湖，位于当地的湖泊 | 57,303    | 1,979.71平方英里 （5,127平方公里）  | 標示出奥特泰尔县位置的地圖   |
| 彭宁顿县     | 113      | 锡夫里弗福尔斯 | 1910     | 红湖县                                                   | 埃德蒙德·彭宁顿 （生于1848），明尼阿波利斯、圣保罗和苏尔特圣马里铁路主席                                                                | 13,930    | 616.54平方英里 （1,597平方公里）    | 標示出彭宁顿县位置的地圖     |
| 派恩县       | 115      | 派恩城         | 1856     | 奇萨戈县和拉姆西县                                       | 当地常见的北美乔松和美国赤松 | 29,750    | 1,411.04平方英里 （3,655平方公里）  | 標示出派恩县位置的地圖       |
| 派普斯通县   | 117      | 派普斯通       | 1857     | 布朗县                                                   | 「烟斗石」的英语 | 9,596     | 465.89平方英里 （1,207平方公里）    | 標示出派普斯通县位置的地圖   |
| 波尔克县     | 119      | 克鲁克斯顿     | 1858     | 彭比纳县                                                 | 詹姆斯·K·波尔克 （1795-1849），美国第十一任总统 (1845-1849)                                                                             | 31,600    | 1,970.37平方英里 （5,103平方公里）  | 標示出波尔克县位置的地圖     |
| 波普县       | 121      | 格伦伍德       | 1862     | 皮尔斯县、卡斯县和明尼苏达领地                           | 约翰·波普 （1822–1892），美国南北战争期间的联邦军将领                                                                                   | 10,995    | 670.14平方英里 （1,736平方公里）    | 標示出波普县位置的地圖       |
| 拉姆西县     | 123      | 圣保罗         | 1849     | 最初建立的其中一个县，分裂自威斯康辛领地的圣克罗伊县     | 亚历山大·拉姆西 （1815-1903），第二任明尼苏逹州州长 （1860-1863）                                                                       | 508,640   | 155.78平方英里 （403平方公里）      | 標示出拉姆西县位置的地圖     |
| 红湖县       | 125      | 雷德莱克福尔斯 | 1896     | 波尔克县                                                 | 红湖河，明尼苏逹州的主要河流 | 4,089     | 432.43平方英里 （1,120平方公里）    | 標示出红湖县位置的地圖       |
| 雷德伍德县   | 127      | 雷德伍德福尔斯 | 1862     | 布朗县                                                   | 雷德伍德河，明尼苏逹州的主要河流 | 16,059    | 879.73平方英里 （2,278平方公里）    | 標示出雷德伍德县位置的地圖   |
| 伦维尔县     | 129      | 奥利维亚       | 1855     | 尼科莱特县、皮尔斯县和锡布利县                           | 约瑟夫·伦维尔 （1779-1846）,美国早期踏足路易斯安那购地的探险家                                                                          | 15,730    | 982.92平方英里 （2,546平方公里）    | 標示出伦维尔县位置的地圖     |
| 赖斯县       | 131      | 法里博         | 1853     | 逹科他县和瓦巴沙县                                       | 亨利·毛尔·赖斯 （1816-1894）,前明尼苏逹州参议员 (1858-1863)                                                                             | 64,142    | 497.57平方英里 （1,289平方公里）    | 標示出赖斯县位置的地圖       |
| 罗克县       | 133      | 卢文           | 1857     | 布朗县                                                   | 当地常见的多石地形 | 9,687     | 482.61平方英里 （1,250平方公里）    | 標示出罗克县位置的地圖       |
| 罗索县       | 135      | 罗索           | 1894     | 基特逊县和贝尔特拉米县                                   | 罗索河和罗索湖，位于当地附近的河流和湖泊                                                                                                | 15,629    | 1,662.51平方英里 （4,306平方公里）  | 標示出罗索县位置的地圖       |
| 圣路易县     | 137      | 杜鲁日         | 1855     | 伊塔斯加县和牛顿县                                       | 圣路易河，明尼苏逹州的主要河流 | 200,226   | 6,225.16平方英里 （16,123平方公里） | 標示出圣路易县位置的地圖     |
| 斯科特县     | 139      | 沙科皮         | 1853     | 达科他县                                                 | 温菲尔德·斯科特 （1786–1866），美国陆军中将 （1808–1861）                                                                               | 129,928   | 356.68平方英里 （924平方公里）      | 標示出斯科特县位置的地圖     |
| 舍本县       | 141      | 艾克河         | 1856     | 本顿县                                                   | 摩西·舍本 （1813–1873），明尼苏达领地最高法院法官 （1853-1857）                                                                         | 88,499    | 436.30平方英里 （1,130平方公里）    | 標示出舍本县位置的地圖       |
| 锡布利县     | 143      | 盖洛德         | 1853     | 逹科他县                                                 | 亨利·哈斯定·锡布利 （1811-1891），第一任明尼苏逹州州长 （1858-1860）                                                                    | 15,226    | 588.65平方英里 （1,525平方公里）    | 標示出锡布利县位置的地圖     |
| 斯特恩斯县   | 145      | 圣克劳德       | 1855     | 卡斯县、尼科莱特县、皮尔斯县和锡布利县                   | 查尔斯·汤玛斯·斯特恩斯 （1814-1888），早期圣克劳德定居者及明尼苏逹领地立法机构成员 （1849-1858）                                        | 150,642   | 1,344.52平方英里 （3,482平方公里）  | 標示出斯特恩斯县位置的地圖   |
| 斯蒂尔县     | 147      | 奥瓦通纳       | 1855     | 赖斯县、布卢厄斯县和勒苏尔县                             | 富兰克林·斯蒂尔 (1813-1880)，早期明尼阿波利斯定居者及圣安东尼瀑布拓荒者                                                                 | 36,576    | 429.55平方英里 （1,113平方公里）    | 標示出斯蒂尔县位置的地圖     |
| 史蒂文斯县   | 149      | 莫里斯         | 1862     | 皮尔斯县和明尼苏逹领地                                   | 伊萨克·伊格利斯·史蒂文斯 （1818-1862），第一任华盛顿准州州长 （1853-1857）                                                              | 9,726     | 562.06平方英里 （1,456平方公里）    | 標示出史蒂文斯县位置的地圖   |
| 斯威夫特县   | 151      | 本森           | 1870     | 契皮瓦县                                                 | 亨利·艾多奈拉姆·斯威夫特 （1823-1869），第三任明尼苏逹州州长 （1863-1864）                                                              | 9,783     | 743.53平方英里 （1,926平方公里）    | 標示出斯威夫特县位置的地圖   |
| 托德县       | 153      | 朗普雷里       | 1855     | 卡斯县                                                   | 约翰·布莱尔·斯密夫·托德，里普利堡拓荒者 （1849-56）；南北战争上将； 达科他领地参议员 （1861,1863-1865） ； 逹科他准州州长 （1869-1871） | 24,895    | 942.02平方英里 （2,440平方公里）    | 標示出托德县位置的地圖       |
| 特拉弗斯县   | 155      | 惠顿           | 1862     | 皮尔斯县和明尼苏逹领地                                   | 特拉弗斯湖，位于当地的湖泊 | 3,558     | 574.09平方英里 （1,487平方公里）    | 標示出特拉弗斯县位置的地圖   |
| 瓦巴沙县     | 157      | 瓦巴沙         | 1849     | 最初建立的其中一个县                                     | 三代苏族的酋长 | 21,676    | 525.01平方英里 （1,360平方公里）    | 標示出瓦巴沙县位置的地圖     |
| 沃迪纳县     | 159      | 沃迪纳         | 1858     | 卡斯县和托德县                                           | 昔日的同名贸易点（该名字为「小圆山丘」的欧及布威语）                                                                                    | 13,843    | 535.02平方英里 （1,386平方公里）    | 標示出沃迪纳县位置的地圖     |
| 沃西卡县     | 161      | 沃西卡         | 1857     | 斯蒂尔县                                                 | 「丰裕（当地肥沃的土地）」的达科他语 | 19,136    | 423.25平方英里 （1,096平方公里）    | 標示出沃西卡县位置的地圖     |
| 华盛顿县     | 163      | 斯提沃特       | 1849     | 最初建立的其中一个县，分裂自威斯康辛领地的圣克罗伊县     | 乔治·华盛顿 （1732-1799），美国第一任总统 （1789-1797）                                                                                 | 238,136   | 391.70平方英里 （1,014平方公里）    | 標示出华盛顿县位置的地圖     |
| 沃通旺县     | 165      | 圣詹姆斯       | 1860     | 布朗县                                                   | 沃通旺河，明尼苏达州的主要河流 | 11,211    | 434.51平方英里 （1,125平方公里）    | 標示出沃通旺县位置的地圖     |
| 威尔金县     | 167      | 布雷肯里奇     | 1858     | 卡斯县和彭比纳县                                         | 亚历山大·威尔金 （1820-1864），明尼苏达政治家及士兵，在南北战争中阵亡                                                                   | 6,576     | 751.43平方英里 （1,946平方公里）    | 標示出威尔金县位置的地圖     |
| 威诺纳县     | 169      | 威诺纳         | 1854     | 菲尔莫尔县和瓦巴沙县                                     | 瓦巴沙三代苏族酋长的远房亲戚 | 51,461    | 626.30平方英里 （1,622平方公里）    | 標示出威诺纳县位置的地圖     |
| 赖特县       | 171      | 布法劳         | 1855     | 卡斯县和锡布利县                                         | 赛勒斯·赖特 （1795-1847），前纽约州参议员 （1833-1844）                                                                                 | 124,700   | 660.75平方英里 （1,711平方公里）    | 標示出赖特县位置的地圖       |
| 耶洛梅德辛县 | 173      | 格尼拉特福尔斯 | 1871     | 雷德伍德县                                               | 耶洛梅德辛县河，明尼苏达州的主要河流 | 10,438    | 757.96平方英里 （1,963平方公里）    | 標示出耶洛梅德辛县位置的地圖 |

## 歷史上曾經設置的縣
| 縣名           | 建立時間       | 消失時間      | 備註                                                                 |
| -------------- | -------------- | ------------- | -------------------------------------------------------------------- |
| 克萊爾縣       | 1801年         | 1812年        | 在1809年被伊利諾領地佔領                                             |
| 查爾斯縣       | 1809年         | 1813年        | 在1812年被密苏里领地佔領                                             |
| 麥迪遜縣       | 1812年         | 1818年        | 分裂自克萊爾縣，後被伊利諾領地佔領                                   |
| 米奇利馬奇納縣 | 1818年         | 1837年        | 被密歇根领地佔領                                                     |
| 克勞福德縣     | 1818年         | 1840年        | 被密歇根領地和威斯康星領地佔領                                       |
| 契皮瓦縣       | 1827年         | 1837年        | 被密歇根領地佔領                                                     |
| 迪比克縣       | 1834年         | 1837年        | 被密歇根領地佔領                                                     |
| 費耶特縣       | 1837年         | 1849年        | 被威斯康辛領地佔領                                                   |
| 聖克羅伊縣     | 1840年         | 1849年        | 被威斯康辛領地佔領                                                   |
| 拉普安特縣     | 1845年         | 1849年        | 分裂自聖克羅伊縣，後被威斯康辛領地佔領                               |
| 馬加塔縣       | 1849年10月27日 | 1851年        | 最初建立的其中一個縣，被彭比納縣和卡斯縣瓜分                         |
| 瓦那塔縣       | 1849年10月27日 | 1851年        | 最初建立的其中一個縣，被彭比納縣和卡斯縣瓜分                         |
| 布坎南縣       | 1857年         | 1861年        | 更名自派恩縣，後改回原名                                             |
| 皮爾斯縣       | 1853年         | 1862年        | 分裂自達科他縣                                                       |
| 蘇必里爾縣     | 不詳           | 不詳          | 首先更名至聖路易斯縣，後再更名為萊克縣                               |
| 戴維斯縣       | 1855年         | 1862年        | 分裂自卡斯縣、尼科萊特縣和錫布利縣                                   |
| 圖姆斯縣       | 1858年         | 1862年        | 分裂自彭比納縣，更名為安德約翰遜縣                                   |
| 牛頓縣         | 1855年         | 1856年        | 分裂自伊塔斯加縣和明尼蘇達領地；首先更名至多蒂縣，後再更名為聖路易郡 |
| 門羅縣         | 不詳           | 不詳          | 與密爾湖縣合併                                                       |
| 林肯縣         | 1861年         | 1868年        | 分裂自倫維爾縣                                                       |
| 拉基帕爾縣     | 1862年         | 1868年        | 分裂自戴維斯縣                                                       |
| 馬諾文縣       | 1857年         | 1869年        | 分裂自藍夕郡，後與安諾卡縣合併                                       |
| 莫農加利亞     | 1861年         | 1870年        | 分裂自藍夕郡、皮爾斯縣和明尼蘇達領地；被坎迪約希縣等縣份吞併         |
| 艾肯縣         | 1857年         | 1872年        | 分裂自藍夕郡和派恩縣，更名為艾特金縣                                 |
| 彭比納縣       | 1849年10月27日 | 1878年3月9日  | 最初建立的其中一個縣，更名為基特遜縣                                 |
| 聖路易縣       | 不詳           | 不詳          | 更名自蘇必里爾縣，後更名為萊克縣                                     |
| 布雷肯里奇縣   | 1858年         | 1862年        | 分裂自彭比納縣，更名為克萊縣                                         |
| 安德約翰遜縣   | 1862年         | 1868年        | 更名自圖姆斯縣，後更名為威尔金縣                                     |
| 米德威縣       | 1857年         | 1858年5月11日 | 位於現布朗縣及一部份的派普斯通縣                                     |